# الله خلق الأعداد الصحيحة
الله خلق الاعداد الصحيحة: الاختراقات الرياضية التي غيرت التاريخ هو أنثولوجيا (مجموعة أعمال مختارة) حررها ستيفن هوكينج حول «مقتطفات من 31 عملا من أهم الأعمال في تاريخ الرياضيات».
عنوان الكتاب هو إشارة إلى المقولة الشهيرة المنسوبة لعالم الرياضيات ليوبلد كرونكر حيث ذكر: «"إن الله خلق الأعداد الصحيحة، وكل ما عداها هو من عمل الإنسان"».

## المحتوى
بوبت الأعمال تبعا للمؤلف ورتبت حسب تسلسلها الزمني. يبدأ كل قسم من أقسام الكتاب بملاحظات ولمحة عن حياة وإنجازات عالم الرياضيات. تتضمن الأنثولوجيا أعمال علماء الرياضيات الآتين:
- إقليدس
- أرخميدس
- ديوفانتوس الإسكندري
- رينيه ديكارت
- إسحاق نيوتن
- ليونهارت أويلر
- بيير سيمون لابلاس
- جوزيف فورييه
- كارل فريدريش غاوس
- أوغستين لوي كوشي
- نيكولاي لوباتشيفسكي
- جانوس بولياي
- إيفاريست غالوا
- جورج بول
- برنارد ريمان
- كارل فايرستراس
- ريتشارد ديدكايند
- جورج كانتور
- هنري لوبيغ
- كورت غودل
- آلان تورنغ

أضيفت الاختيارات من أعمال كل من أويلر وبولياي ولوباتشيفسكي وغالوا إلى الطبعة الثانية التي نُشرت عام 2007، وليست موجودة في الطبعة الأولى من الكتاب.